# Orthanc

En illustration av tornet Orthanc, liknande hur det avbildas i Peter Jacksons Trilogi om Härskarringen.

Orthanc är i J.R.R. Tolkiens Midgård fästningen Isengårds svarta torn. Namnet betyder både "huggtandsberget" på sindarin och det "listiga sinnet" på fornengelska.  